# Саба (деревня)
Саба — деревня в Осьминском сельском поселении Лужского района Ленинградской области.

## История
Хутор Саба учитывается областными административными данными в составе Осьминского сельсовета Осьминского района с 1 января 1947 года. 
С 1961 года в составе Сланцевского района.
С 1963 года в составе Лужского района.
В 1965 году население хутора Саба составляло 168 человек.
По данным 1966 года в состав Осьминского сельсовета Лужского района входил хутор Саба.
По данным 1973 и 1990 годов в состав Осьминского сельсовета входила деревня Саба.
По данным 1997 года в деревне Саба Осьминской волости проживали 523 человека, в 2002 году — 465 человек (русские — 92 %).
В 2007 году в деревне Саба Осьминского СП проживали 467 человек.

## География
Деревня расположена в северо-западной части района близ автодороги 41А-186 (Толмачёво — автодорога «Нарва»).
Расстояние до административного центра поселения — 7 км.
Расстояние до ближайшей железнодорожной станции Молосковицы — 59 км. 
Деревня находится на правом берегу реки Саба, близ устья реки Белка.

## Демография
| 1965 | 1997 | 2007 | 2010 | 2017 |
| ---- | ---- | ---- | ---- | ---- |
| 168  | ↗523 | ↘467 | ↗482 | ↘447 |